# Dasychira oribates
Dasychira oribates är en fjärilsart som beskrevs av Collenette 1955. Dasychira oribates ingår i släktet Dasychira och familjen tofsspinnare. Inga underarter finns listade i Catalogue of Life.